# 布恩杜
布恩杜（Bundu），是印度贾坎德邦Ranchi县的一个城镇。总人口18505（2001年）。

## 人口
该地2001年总人口18505人，其中男性9735人，女性8770人；0—6岁人口2663人，其中男1372人，女1291人；识字率61.03%，其中男性为71.69%，女性为49.20%。